# Notte in Arabia
Notte in Arabia (Vita e storia di Gianmarco Bellini, il ragazzo che voleva volare) è un romanzo biografico di Francesco Di Domenico sulla vita e le vicende di Gianmarco Bellini, il pilota di guerra abbattuto in Iraq il 17 gennaio 1991 durante l'operazione Desert Storm, presentato al Senato della Repubblica il 15 marzo 2011 durante le celebrazioni del 150º anniversario dell'Unità d'Italia.
A giugno 2017 viene editata nuovamente, riveduta e ampliata, l'opera " Notte in Arabia " - Vita e Storia di Gianmarco Bellini, il ragazzo che voleva volare - a cura della Casa Editrice Homoscrivens. Nel settembre 2017 il libro vince il Premio Internazionale Tulliola per la Narrativa, XXIV edizione - Formia.
https://www.ilmattino.it/cultura/libri/formia_al_castello_miramare_il_premio_internazionale_tulliola_renato_filippelli_2017_i_vincitori-3285313.html